# キングマン (2011年生の競走馬)
キングマン（Kingman、2011年2月26日 - ）はイギリスの競走馬・種牡馬。主な勝ち鞍は2014年の愛2000ギニー、セントジェームズパレスステークス、サセックスステークス、ジャックルマロワ賞。
鋭い追い込みが武器で、デビュー戦以外は、馬主のハーリド・ビン・アブドゥッラーの主戦騎手であるジェームズ・ドイルが騎乗している（デビュー戦で騎乗したのはライアン・ムーア）。

## 戦績
2歳のデビュー戦を6馬身差で圧勝後、続くG3ソラリオステークスも勝利し、重賞競走を初勝利した。その後はジャン・リュック・ラガルデール賞を目指したものの、関節部の故障により回避、休養することになった。
翌年3歳になると、初戦のG3グリーナムステークスを4馬身半差で快勝し、2000ギニーの本命と注目される。しかし、1番人気で挑んだ2000ギニーでは、グリーナムステークスで下したナイトオブサンダーにゴール直前に差し切られ雪辱を許し2着と敗戦し、これが初めての黒星となった。続くアイリッシュ2000ギニーでは5馬身差で圧勝し、G1初制覇を飾ると、返す刃で挑んだセントジェームズパレスステークスでは、2000ギニーで敗れたナイトオブサンダーを差し切り、2と1/4馬身差で快勝した。さらに、古馬との初対決となったサセックスステークスでは、前年度覇者のトロナドとのヨーロッパマイル戦線の頂上対決と目されていたが、このトロナドを1馬身差し切って勝利。続いてフランスへ遠征し、ジャック・ル・マロワ賞に出走、ここでも当年のロッキンジステークスを勝ち、古馬のマイル戦線の有力馬であるオリンピックグローリー以下を最後方から差し切って勝利した。イギリスのマイル競走の最高峰であるサセックスステークスと、フランスのマイル競走の最高峰であるジャック・ル・マロワ賞を同一年で制覇した馬は前例になく、キングマンが史上初の快挙を成し遂げた。
その後クイーンエリザベス2世ステークスを目標に調整されていたが、喉の感染症を発症。参戦を検討していたブリーダーズカップ・マイルも回避し、そのまま引退することが決まった。引退後はイギリスのバンステッドマナースタッドで種牡馬として繋養される。2014年11月11日に同年度のカルティエ賞最優秀3歳牡馬及び年度代表馬に選出された。

## 競走成績
以下の情報は、JRA-VAN 及びRacing Post の情報に基づく。
| 出走日     | 競馬場           | 競走名                  | 格 | 距離          | 着順 | 騎手     | 1着（2着）馬         |
| ---------- | ---------------- | ----------------------- | -- | ------------- | ---- | -------- | -------------------- |
| 2013.06.29 | ニューマーケット | 未勝利                  |    | 芝1400m（良） | 1着  | R.ムーア | （Adhwaa）           |
| 2013.08.31 | サンダウン       | ソラリオS               | G3 | 芝1400m（良） | 1着  | J.ドイル | （Emirates Flyer）   |
| 2014.04.12 | ニューベリー     | グリーナムS             | G3 | 芝1400m（良） | 1着  | J.ドイル | （Night Of Thunder） |
| 2014.05.03 | ニューマーケット | 英2000ギニー            | G1 | 芝1600m（良） | 2着  | J.ドイル | Night Of Thunder     |
| 2014.05.24 | カラ             | 愛2000ギニー            | G1 | 芝1600m（重） | 1着  | J.ドイル | （Shifting Power）   |
| 2014.06.17 | アスコット       | セントジェームズパレスS | G1 | 芝1600m（良） | 1着  | J.ドイル | （Night Of Thunder） |
| 2014.07.30 | グッドウッド     | サセックスS             | G1 | 芝1600m（良） | 1着  | J.ドイル | （Toronado）         |
| 2014.08.17 | ドーヴィル       | ジャックルマロワ賞      | G1 | 芝1600m（重） | 1着  | J.ドイル | （Anodin）           |

## 種牡馬時代
2019年にPersian Kingなどの活躍馬が出たことで、当初7万5000ポンド（約1050万円）だった種付け料は2020年には15万ポンド（約2100万円）へと倍増された。

### 主な産駒
- 2016年産
  - Persian King - プール・デッセ・デ・プーラン、イスパーン賞、ムーラン・ド・ロンシャン賞、ミュゲ賞（G2）、オータムステークス（G3）、フォンテンブロー賞（G3）
- 2017年産
  - Palace Pier - セントジェームズパレスステークス、ジャック・ル・マロワ賞2回、ロッキンジステークス、クイーンアンステークス、ベット365マイル（G2）
  - Domestic Spending - ハリウッドダービー、オールドフォレスター・ターフクラシックステークス、マンハッタンステークス
  - Kinross - フォレ賞、ブリティッシュ・チャンピオンズ・スプリントステークス、レノックスステークス（G2）2回、シティオブヨークステークス（G2）2回、パークステークス（G2）2回、ジョンオブゴーントステークス（G3）
- 2018年産
  - エリザベスタワー - チューリップ賞（G2）
  - シュネルマイスター - NHKマイルカップ、毎日王冠（G2）、マイラーズカップ（G2）[6]
- 2020年産
  - Commissioning - フィリーズマイル、ロックフェルステークス（G2）
  - King Colorado - J.J.アトキンス
  - Feed The Flame - パリ大賞典
  - Sauterne - ムーラン・ド・ロンシャン賞
  - Zardozi - ケネディオークス、マニフォールドステークス（G2）、ファーラップステークス（G2）
  - イングランドアイズ - 小倉記念（G3）
- 2021年産
  - Elmalka - 1000ギニーステークス
  - Friendly Soul - オペラ賞、アレックヘッド賞（G2）、ヴァリアントステークス（G3）
- 2022年産
  - Field Of Gold - アイリッシュ2000ギニー、セントジェームズパレスステークス、ソラリオステークス（G3）、クレイヴンステークス（G3）

※太字はG1競走

## 血統表
| キングマンの血統               | キングマンの血統                                       | キングマンの血統                                       | （血統表の出典）                                       | （血統表の出典） |
| 父系                           | ダンジグ系                                             | ダンジグ系                                             | ダンジグ系                                             | [ § 2 ]          |
| 父 Invincible Spirit 1997 鹿毛 | 父の父Green Desert 1983 黒鹿毛                         | Danzig                                                 | Northern Dancer                                        | Northern Dancer  |
| 父 Invincible Spirit 1997 鹿毛 | 父の父Green Desert 1983 黒鹿毛                         | Danzig                                                 | Pas de Nom                                             |                  |
| 父 Invincible Spirit 1997 鹿毛 | 父の父Green Desert 1983 黒鹿毛                         | Foreign Courier                                        | Sir Ivor                                               | Sir Ivor         |
| 父 Invincible Spirit 1997 鹿毛 | 父の父Green Desert 1983 黒鹿毛                         | Foreign Courier                                        | Courtly Dee                                            |                  |
| 父 Invincible Spirit 1997 鹿毛 | 父の母Rafha 1987 鹿毛                                  | Kris                                                   | Sharpen Up                                             | Sharpen Up       |
| 父 Invincible Spirit 1997 鹿毛 | 父の母Rafha 1987 鹿毛                                  | Kris                                                   | Doubly Sure                                            |                  |
| 父 Invincible Spirit 1997 鹿毛 | 父の母Rafha 1987 鹿毛                                  | Eljazzi                                                | *アーテイアス                                          | *アーテイアス    |
| 父 Invincible Spirit 1997 鹿毛 | 父の母Rafha 1987 鹿毛                                  | Eljazzi                                                | Border Bounty                                          |                  |
| 母 Zenda 1999 鹿毛             | 母の父Zamindar 1994 鹿毛                               | Gone West                                              | Mr. Prospector                                         | Mr. Prospector   |
| 母 Zenda 1999 鹿毛             | 母の父Zamindar 1994 鹿毛                               | Gone West                                              | Secrettame                                             |                  |
| 母 Zenda 1999 鹿毛             | 母の父Zamindar 1994 鹿毛                               | Zaizafon                                               | The Minstrel                                           | The Minstrel     |
| 母 Zenda 1999 鹿毛             | 母の父Zamindar 1994 鹿毛                               | Zaizafon                                               | Mofida                                                 |                  |
| 母 Zenda 1999 鹿毛             | 母の母Hope 1991 鹿毛                                   | *ダンシングブレーヴ                                    | Lyphard                                                | Lyphard          |
| 母 Zenda 1999 鹿毛             | 母の母Hope 1991 鹿毛                                   | *ダンシングブレーヴ                                    | Navajo Princess                                        |                  |
| 母 Zenda 1999 鹿毛             | 母の母Hope 1991 鹿毛                                   | Bahamian                                               | Mill Reef                                              | Mill Reef        |
| 母 Zenda 1999 鹿毛             | 母の母Hope 1991 鹿毛                                   | Bahamian                                               | Sorbus                                                 |                  |
| 母系(F-No.)                    | (FN:19)                                                | (FN:19)                                                | (FN:19)                                                | [ § 3 ]          |
| 5代内の近親交配                | Northern Dancer 4×5･5 = 12.50%、Never Bend 5×5 = 6.25% | Northern Dancer 4×5･5 = 12.50%、Never Bend 5×5 = 6.25% | Northern Dancer 4×5･5 = 12.50%、Never Bend 5×5 = 6.25% | [ § 4 ]          |
| 出典                           | 1. 2. 3. 4.                                            | 1. 2. 3. 4.                                            | 1. 2. 3. 4.                                            | 1. 2. 3. 4.      |

- 母ゼンダはプール・デッセ・デ・プーリッシュの勝ち馬。叔父に競走馬としても種牡馬としても活躍しているオアシスドリームがいる。